# Wipfeld
Wipfeld é um município da Alemanha, situado no distrito de Schweinfurt, no estado da Baviera. Tem 5,24 km² de área, e sua população em 2019 foi estimada em 1.038 habitantes.